# Gilles Leroy
Gilles Leroy (n. 28 decembrie 1958, Bagneux, Hauts-de-Seine) este un scriitor francez. Leroy a primit în anul 2007 pentru romanul Alabama Song renumitul premiu literar Prix Goncourt.

## Opere
- 1999 Machines a sous.
- 2002 L´amant russe
- 2004 Grandir
- 2005 Champsecret
- 2007 Alabama Song
- 2010 Zola Jackson
- 2013 Nina Simone

## Opere traduse în limba română
- Alabama Song, Editura Pro Editura si Tipografie, 2008, ISBN 978-973-145-118-3